# Доктринёры
Доктринёры (фр. Doctrinaires) — политический кружок во Франции в период реставрации Бурбонов и июльской монархии (1814-1848), состоявший из небольшой замкнутой группы умеренных буржуазных либералов, сторонников конституционной монархии, противников дворянской и клерикальной реакции.
Вождями политического кружка были Ройе-Коллар, Гизо и герцог де Брольи. Они старались примирить свободу с порядком, конституционный образ правления с сильной правительственной властью. Ройе-Коллар делал различие между английским и французским парламентаризмом и утверждал, что во Франции вся совокупность правительственной власти — в руках короля, что установление министерства, ответственного перед большинством палаты, равносильно падению монархии. Гизо также ставил власть короля выше власти палаты и отвергал учение о разделении власти, как подрывающее единство управления.
Представляя в политике умеренную реакцию против революции, доктринёры в общих философских воззрениях стояли на почве спиритуализма, в противоположность сенсуализму XVIII века. Решительностью своих требований и притязанием на независимость они внушали недоверие даже тем министрам, которых они поддерживали, а в палатах, несмотря на свои таланты, не пользовались популярностью, — такой уж завышенной была их уверенность, что именно они и только они умеют противопоставлять идеи интересам, страстям и предубеждениям. За это оппозиционная французская газета в Брюсселе «Nain jaune réfugié» в апреле 1816 года впервые назвала Ройе-Коллара «доктринёром», с намёком и на его воспитание у отцов конгрегации христианской доктрины.
Многочисленным кружок доктринёров никогда не был; про него говорили, шутя, что все могут поместиться на одном диване. Всего ближе к власти он был в 1818 году, когда один из его членов, де Серр, проник в министерство; но он скоро изменил кружку, и доктринёры очутились в оппозиции, которой продолжали держаться даже во время министерства Мартиньяка. После июльской революции они значительно подвинулись вправо; авторитетная сторона их учения взяла верх над либеральной. Ройе-Коллар вскоре сошёл со сцены, а Гизо и герцог де Брольи стали во главе умеренно-консервативной партии, поддерживавшей так называемую систему «настоящей середины» (juste-milieu). Записки Гизо и Брольи содержат в себе много любопытных материалов для истории доктринёров.

## Ироничное прозвище
Ироничное прозвище «доктринёры» закрепилось за членами этой группы вследствие их склонности разбирать каждый вопрос с отвлечённо-философской точки зрения и высказывать свои мнения догматически-авторитетным тоном.

## Участники кружка
К кружку доктринёров примыкали:
- профессор философии П. Ройе-Коллар (Pierre-Paul Royer-Collard),
- историк Ф. Гизо (François Guizot),
- историк П. Барант (Prosper de Barante),
- бывший министр граф Бёньо (Jacques Claude Beugnot),
- член палаты пэров герцог Виктор де Бройли (Victor de Broglie),
- публицист Шарль Ремюза (Charles de Rémusat),
- писатель Абель-Франсуа Вильмен (Abel-François Villemain),
- Жордан, Камиль (Camille Jordan),
- Серр, Эркюль де (Hercule de Serre),
- Дюшатель, Танги (Tanneguy Duchâtel),
- Кузен, Виктор (Victor Cousin).